# فرودگاه پاراچنار
 فرودگاه پاراچنار (به انگلیسی: Parachinar Airport) یک فرودگاه همگانی با کد یاتا PAJ است که یک باند فرود آسفالت دارد و طول باند آن ۱۲۱۹ متر است. این فرودگاه در شهر پاراچنار کشور پاکستان قرار دارد و در ارتفاع ۱۷۶۸ متری از سطح دریا واقع شده است.